# Rubus Tamás
Rubus Tamás (1989. július 13. –) magyar labdarúgó, jelenleg a Kisvárda játékosa.
2006-ban került a Békéscsaba felnőtt keretébe, 77 NB II-es mérkőzésen lépett pályára. NB I-es debütálására a Kaposvár ellen került sor 2010. augusztus 6-án.

## Sikerei, díjai
Nyíregyháza Spartacus
- NB II bajnok (1): 2013–14

 Kisvárda FC
- Magyar bajnokság ezüstérmes (1): 2021–22